# John Cominsky
John Cominsky (Barberton, 22 novembre 1995) è un giocatore di football americano statunitense che milita nel ruolo di defensive end per i Detroit Lions della National Football League (NFL).

## Carriera

### Atlanta Falcons
Cominsky fu scelto nel corso del quarto giro (135º assoluto) del Draft NFL 2019 dagli Atlanta Falcons. Debuttò come professionista subentrando nella gara del primo turno contro i Minnesota Vikings senza fare registrare alcuna statistica. La settimana successiva contro i Philadelphia Eagles mise a segno il primo placcaggio. La sua stagione da rookie si chiuse con 11 tackle, 0,5 sack e 2 passaggi deviati in 10 presenze, nessuna delle quali come titolare.

### Detroit Lions
Il 31 marzo 2022 Cominsky firmò con i Detroit Lions.